# Boris Batanov
Boris Alekseevič Batanov (in russo Борис Алексеевич Батанов?; Mosca, 15 luglio 1934 – Mosca, 18 giugno 2004) è stato un calciatore e allenatore di calcio sovietico, dal 1991 russo, di ruolo centrocampista.

## Statistiche

### Cronologia presenze e reti in nazionale
| Cronologia completa delle presenze e delle reti in nazionale ― Unione Sovietica | Cronologia completa delle presenze e delle reti in nazionale ― Unione Sovietica | Cronologia completa delle presenze e delle reti in nazionale ― Unione Sovietica | Cronologia completa delle presenze e delle reti in nazionale ― Unione Sovietica | Cronologia completa delle presenze e delle reti in nazionale ― Unione Sovietica | Cronologia completa delle presenze e delle reti in nazionale ― Unione Sovietica | Cronologia completa delle presenze e delle reti in nazionale ― Unione Sovietica | Cronologia completa delle presenze e delle reti in nazionale ― Unione Sovietica |
| Data                                                                            | Città                                                                           | In casa                                                                         | Risultato                                                                       | Ospiti                                                                          | Competizione                                                                    | Reti                                                                            | Note                                                                            |
| ------------------------------------------------------------------------------- | ------------------------------------------------------------------------------- | ------------------------------------------------------------------------------- | ------------------------------------------------------------------------------- | ------------------------------------------------------------------------------- | ------------------------------------------------------------------------------- | ------------------------------------------------------------------------------- | ------------------------------------------------------------------------------- |
| 18-6-1961                                                                       | Mosca                                                                           | Unione Sovietica                                                                | 1 – 0                                                                           | Turchia                                                                         | Qual. Mondiali 1962                                                             | -                                                                               |                                                                                 |
| Totale                                                                          |                                                                                 | Presenze                                                                        | 1                                                                               |                                                                                 | Reti                                                                            | 0                                                                               |                                                                                 |

## Palmarès

### Club

#### Competizioni nazionali
- Campionato sovietico: 2

Torpedo Mosca: 1960, 1965